# Malcsin járás
Malcsin járás (mongol nyelven: Малчин сум) Mongólia Uvsz tartományának egyik járása. Területe 4000 km². Népessége kb. 3800 fő.
Székhelye Calgar (Цалгар), mely 102 km-re délkeletre fekszik Ulángom tartományi székhelytől.